# Рвачов Володимир Логвинович
Володи́мир Ло́гвинович Рвачо́в (21 жовтня 1926, Чигирин — 26 квітня 2005, Харків) — український радянський математик і механік. Академік АН УРСР (1978), професор, доктор фізико-математичних наук. Ректор Харківського інституту радіоелектроніки (1964—1967), завідувач кафедри теоретичної та математичної фізики Харківського політехнічного інституту (1969—1970), завідувач відділу прикладної математики та обчислювальних методів Інституту проблем машинобудування (1967—2005).

## Життєпис

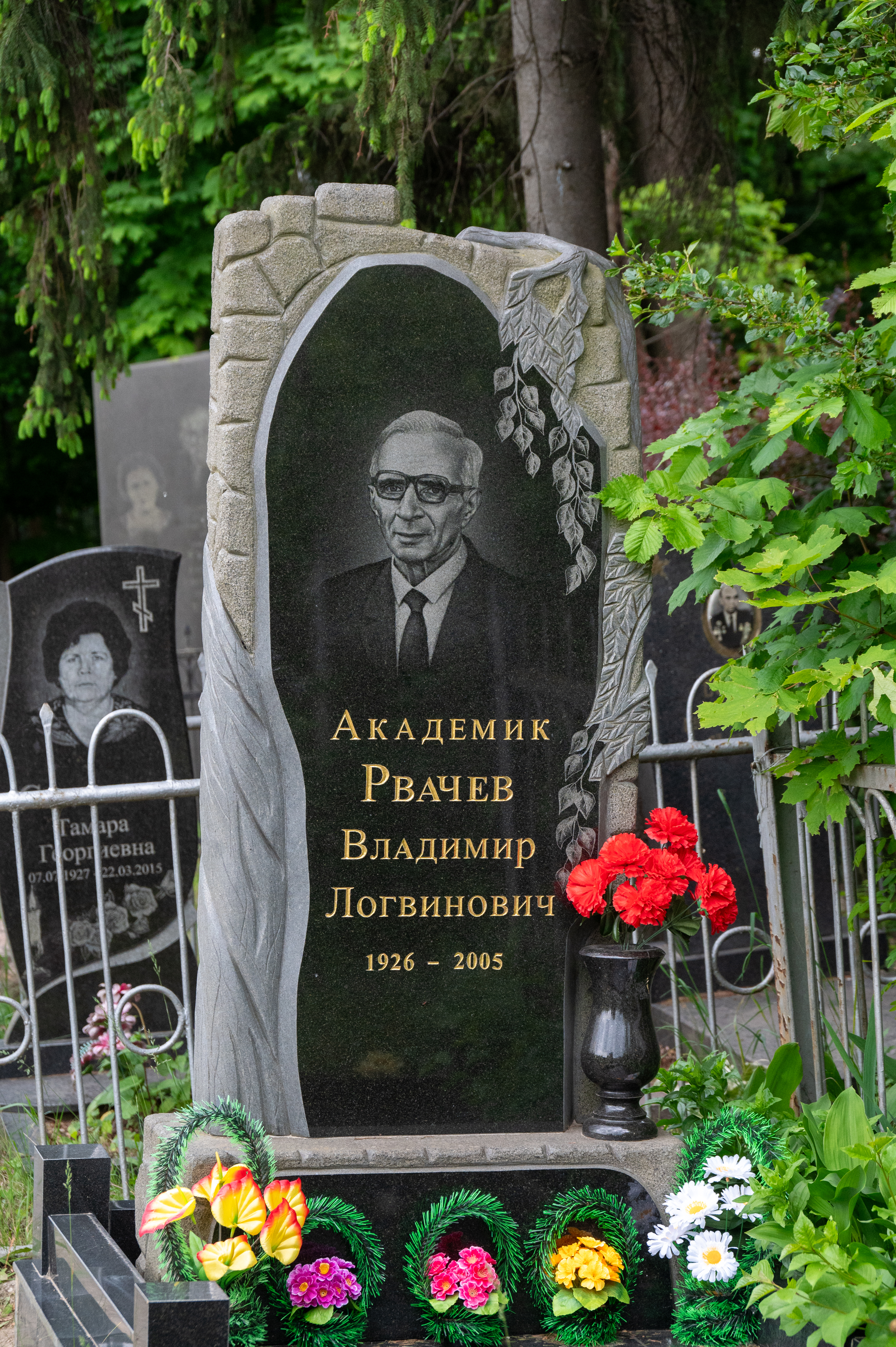
Могила Володимира Рвачова

Народився 1926 року в славетній родині математиків Рвачових (м. Чигирині) — батьки викладачі математики, алгебри, історії, географії тощо. Середню школу закінчив у Ташкенті. В 1943 році поступив в Харківський інститут інженерів залізничного транспорту, навчання в якому була перервана в зв'язку з призовом на дійсну службу у Військово-Морський Флот. Після демобілізації в 1947 році вступив у Львівський університет на фізико-математичний факультет, де брав участь у семінарах з академіками Леоновим, Лопатинським, Моссаковским, Панасюком, Підстригачем. В 1952 році з відзнакою закінчив університет і був направлений на роботу старшим викладачем в одну з військових частин військово-морського флоту.
У період з 1952 по 1955 рік працював над проблемою, пов'язаною з вирішенням завдань про штампі-смузі і нескінченної балки, що лежить на пружному півпросторі, робота завершилася захистом кандидатської дисертації у Львівському університеті. У 1955 році був призначений завідувачем кафедри вищої математики в Бердянському педагогічному інституті, де він працював до 1963 року. У цей період організував роботу першого обчислювального центру серед педагогічних інститутів в Україні. У 1960 році в Інституті проблем механіки АН СРСР захистив докторську дисертацію, присвячену просторових контактних задач теорії пружності. Через рік отримав наукове звання професора. У 1964—1967 роках був першим ректором Харківського інституту радіоелектроніки, а з 1969 року — завідував кафедрою теоретичної та математичної фізики (згодом кафедра прикладної математики) Харківського політехнічного інституту. Паралельно з роботою в політехнічному інституті був співробітником Інституту проблем машинобудування АН УРСР, де очолював відділ прикладної математики та обчислювальних методів. У 1972 році був обраний членом-кореспондентом АН УРСР, а в 1978 році — дійсним членом АН УРСР.

## Наукова робота
У роботах в області механіки широко використовував результати бурхливо розвиваються в 1950-1970-ті роки кібернетики, інформатики і обчислювальної техніки. Особливу увагу вченого привернула проблема врахування геометричної інформації, характерна для широкого класу задач оптимізації та математичної фізики, розв'язуваних з допомогою ЕОМ. У 1963 році заклав основи нової математичної теорії R-функцій, що виникла на стику математичної логіки, класичних методів прикладної математики та сучасних методів кібернетики. Одним з основних результатів цієї теорії є розв'язання оберненої задачі аналітичної геометрії, суть якої полягає в тому, що для заданого геометричного об'єкта потрібно написати її рівняння. Історично ця проблема сходить ще до Декарта. Рвачеву вдалося вирішити цю проблему таким чином, що стало можливим будувати рівняння будь-яких складних геометричних об'єктів (локусів) у вигляді єдиного аналітичного виразу, що представляє собою елементарну функцію.
Є одним з основоположників теорії атомарних функцій. Зокрема, їм була поставлена задача про знаходження найпростішої атомарної функції up(x). Атомарні функції, розвинуті в роботах професорів Ст. А. Рвачова і В. Ф. Кравченко, знайшли практичне застосування в задачах теорії наближення, радіофізики, цифрової обробки сигналів та ін. областях.
Вніс істотний внесок у розвиток неархімедового числення. У 1989 році запропонував нове алгебраїчно ізоморфне класичного числення, назване неархімедовим, в якому аксіома Архімеда, сформульована для відрізків, на якій базується весь класичний математичний апарат, була замінена аксіомою про існування найбільшого числа. Були опубліковані роботи з додатками неархімедових обчислень у фізиці далекого космосу і зроблені перші нетривіальні висновки про те, що зміщення спектрів нерухомих об'єктів в червону сторону не є наслідком розширення Всесвіту, а ідея про її народження в результаті великого вибуху мільярди років тому, може бути поставлена під сумнів.

## Науково-педагогічна робота
Засновник наукової школи за методом R-функцій, що налічує понад 70 кандидатів і 20 докторів наук, 2 членів-кореспондентів НАН України. Серед учнів Рвачова — члени-кореспонденти НАН України Юрій Стоян і Олександр Божко, заслужений діяч науки РФ Віктор Кравченко, 6 лауреатів Державної премії України в галузі науки і техніки.

## Суспільно-наукова діяльність
Очолював роботу харківського міського наукового семінару «Прикладні методи математики і кібернетики», читав лекції для викладачів та аспірантів з теорії R-функцій та її застосувань. Виступав на міжнародних конференціях з доповідями по теорії R-функцій. Був членом президії Національного комітету з теоретичної та прикладної механіки, членом редколегій кількох наукових журналів.

## Публікації
Автор і співавтор близько 600 наукових робіт та ряду монографій:
1. Рвачов В. Л., Ющенко К. Л. «Деякі питання аналітичного опису геометричних об'єктів складної логічної системи». — Київ: Товариство «Знання» УРСР, 1965.
2. Рвачов В. Л. «Геометричні застосування алгебри логіки». — Київ: Техніка, 1967.
3. Рвачов В. Л. «Елементи дискретного аналізу та теорії R-функцій (Навчальний посібник)». — Харків: Вид-во Харьк. политехн. ін-ту, 1972.
4. Литвин О. М., Рвачов В. Л. «Класична формула Тейлора, її узагальнення та застосування». — Київ: Наук. думка, 1973.
5. Рвачов В. Л., Гончарюк В. В. Кручення стрижнів складного профілю (Навчальний посібник)". — Харків: Вид-во Харьк. политехн. ін-ту, 1973.
6. Рвачов В. Л., Курпа Л. В., Склепус Н. Р., Учишвили Л. А. «Метод R-функцій у задачах про вигині та коливаннях пластин складної форми». — Київ: Наук. думка, 1973.
7. Рвачов В. Л. «Методи алгебри логіки у математичній фізиці». — Київ: Наук. думка, 1974.
8. Рвачов В. Л., Слєсаренко А. П. «Алгебра логіки та інтегральні перетворення в крайових задачах». — Київ: Наук. думка, 1976.-289 с.
9. Рвачов В. Л., Проценко В. С. «Контактні задачі теорії пружності для некласичних областей». — Київ: Наук. думка, 1977.
10. Рвачов В. Л., Слєсаренко А. П. «Алгебро-логічні і проекційні методи в задачах теплообміну». — Київ: Наук. думка, 1978.
11. Рвачов В. Л., Рвачов В. А. «Теорія наближень та атомарні функції». — М.: «Знання», 1978.
12. Рвачов В. Л., Рвачов В. А. «Некласичні методи в теорії наближень в крайових задачах». — Київ: Наук. думка 1979.
13. Рвачов В. Л. «Теорія R-функцій та деякі її застосування». — Київ: Наук. думка 1982.
14. Рвачов В. Л., Манько Р. П. «Автоматизація програмування в крайових задачах». — Київ: Наук. думка 1983.
15. Рвачов В. Л., Курпа Л. В. «R-функції в задачах теорії пластин». — Київ: Наук. думка 1987.
16. Рвачов В. Л., Шевченко А. Н. «Проблемно-орієнтовані мови і системи для інженерних розрахунків». — Київ: Техніка, 1988.
17. Рвачов В. Л., Синєкоп Н. С. «Метод R-функцій у задачах теорії пружності та пластичності». — Київ: Наук. думка 1990.
18. Кравченко В. Ф., Рвачов В. Л. «Алгебра логіки, атомарні функції і вейвлети у фізичних додатках». — М.: Физматлит, 2006.